# Cystobasidiales
Cystobasidiales är en ordning av svampar. Cystobasidiales ingår i klassen Cystobasidiomycetes, divisionen basidiesvampar och riket svampar.
|                 | Naohideales                        |
|                 |                                    |
|                 | Erythrobasidiales                  |
|                 |                                    |
| Cystobasidiales | \| \| Cystobasidiaceae \| \| \| \| |
|                 | \| \| Cystobasidiaceae \| \| \| \| |
|                 | Sakaguchia                         |
|                 |                                    |
|                 | Cyrenella                          |
|                 |                                    |
|                 | Cystobasidiaceae                   |
|                 |                                    |

|  | Cystobasidiaceae |
|  |                  |